# Абрамов Федір Олександрович
Федір Олександрович Абра́мов (рос. Фёдор Александрович Абрамов; 29 лютого 1920, село Веркола, Архангельська губернія — 14 травня 1983, Ленінград) — російський радянський письменник, літературознавець, публіцист. Один з найбільш відомих представників так званої «сільської прози», напрямку радянської літератури 1960-1980-х років.

## Життєпис
Народився в селянській родині, був молодшим з п'яти дітей. Батько: Олександр Степанович Абрамов (1878—1921), займався візництвом в Архангельську. Мати: Степанида Павлівна, уроджена Заварзіна (1883—1947), селянка зі старовірів. Коли Федору був рік, батько помер.
Після закінчення Веркольської чотирирічної початкової школи Абрамов пішов у 5 клас до Кушкопальської школи. У 1933 році переїхав до райцентру — село Карпогори (45 км від Верколи), щоб закінчити десятирічну школу. У 1938 році після закінчення з відзнакою середньої школи був зарахований без іспитів на філологічний факультет Ленінградського університету, який закінчив уже після війни.
- 1941—1943 після 3-го курсу перебував у лавах Радянської армії;
- 1943—1945 — співробітник органів контррозвідки «Смерш»;
- 1948—1951 — аспірант Ленінградського державного університету,
- 1951—1960 — викладач на кафедрі радянської літератури цього ж університету.

З 1949 друкував літературно-критичні статті, з 1950 розпочав літературну діяльність. У літні канікули 1950 року почав писати свій перший роман «Брати і сестри», який був закінчений через шість років. Протягом двох років роман не брали до публікації.

На початку хрущовської відлиги в 1954 році опублікував у журналі «Новый мир» статтю «Люди колгоспного села в післявоєнній літературі», в якій виступив проти прикрашання стану справ на селі. Під загрозою звільнення з ЛДУ був змушений визнати помилковість своєї статті.
Найважливішим твором Абрамова є цикл із чотирьох романів «Брати й сестри» («Братья и сестры»; 1963), «Дві зими й три літа» («Две зимы и три лета»; 1968), «Шляхи-роздоріжжя» («Пути и перепутья»; 1973), «Дім» («Дом»; 1978).